# 小行星1834
小行星1834（1834 Palach）是一颗围绕太阳公转的小行星。1969年8月22日，盧波什·科胡特克在汉堡发现了此天体。
該小行星以在布拉格瓦茨拉夫廣場自焚而死的揚·帕拉赫命名。
这颗小行星的绝对星等为354.99609等。